# 日本住血吸虫症
日本住血吸虫症（にほんじゅうけつきゅうちゅうしょう）は、扁形動物門に属する寄生虫である日本住血吸虫を病原体とする人獣共通感染症である。アジア住血吸虫症(Asiatic schistosomiasis)、日本住血吸虫病（にほんじゅうけつきゅうちゅうびょう）と呼ばれることもある。日本住血吸虫はミゾヒダニナ属(Oncomelania)の巻貝を中間宿主とするため、その生息域に限局して地域的流行を起こす。現在知られている流行地は中華人民共和国、フィリピン、インドネシアの3ヶ国が挙げられ、患者数は2000年代の統計で約82万人、推計で数百万人程度とみられる。かつては日本の一部地域でも流行していたが、1978年を最後に新規感染例は発生していない。

## 症状
日本住血吸虫のセルカリアが皮膚から侵入した際に、発疹がみられる。その直後の急性期には発熱を伴う咳や腹痛などの症状が見られることがあり、「片山熱」と呼ばれているが、不顕性感染に留まることもある。その後、成虫が主に門脈に寄生して多量の卵を産むことで門脈が閉塞し、発熱、腹痛、肝腫大、下痢、粘血便といった症状がでる。この急性症状はしだいに治まるが、産卵は長期にわたって継続し、重要臓器の血管を閉塞することで様々な慢性症状を示す。代表的なものには肝硬変があり、神経症状を引き起こすこともある。

## 病原体
扁形動物門吸虫綱有壁吸虫目住血吸虫科に属する日本住血吸虫(Schistosoma japonicum)が病原体である。日本住血吸虫は終宿主域が幅広いことが特徴で、ヒト以外にスイギュウ、牛、犬、豚、齧歯類など少なくとも46種が知られている。一方中間宿主はミゾヒダニナ属(Oncomelania)の巻貝である。成虫は雌雄異体だが、基本的に雌雄一体となって門脈などの静脈叢に寄生している。ここで長期間（10年から30年）にわたって産卵を続け、産まれた虫卵が血管を閉塞し、そのため壊死した周囲の組織もろとも消化管から糞便とともに宿主体外へと排出される。虫卵は水中で孵化しミラシジウムとなり、体表から中間宿主に感染してスポロシストとなる。スポロシストから分化したセルカリアは水中へ泳ぎだして終宿主の体表から侵入する。この水系での皮膚を介した感染が主な感染経路である。侵入後シストソミューラへと変態し、静脈を介して肺に移行し、さらに腸管静脈叢へ移行して成虫となる。

## 病理
日本住血吸虫の成虫そのものはほとんど症状を引き起こさない。しかし成虫が産んだ虫卵は、肝臓、脾臓、小腸壁などに蓄積し、そこで激しい炎症反応を起こす。その結果として、肝臓や脾臓の腫大、門脈高血圧、腹痛、下痢、粘血便などの症状が現れる。場合によっては、脳血管を閉塞して痙攣や頭痛などの神経系症状を引き起こすこともある。癌との関係を指摘する意見もある。

## 診断
伝統的には糞便検査による。Kato-Katz法（セロファン厚層塗抹法）と呼ばれる手法が、ゴールドスタンダードとみなされている。これは簡便かつ低コストで実施できることが利点であるが、軽度の感染に対して感度が低いという難点がある。ほかに、FLOTAC法、ホルマリン・酢酸エチル沈殿法、ミラシジウム孵化法などの手法が利用されている。分子診断としてLAMP法やPCR法によって、便、尿、血液、唾液などから虫体由来DNAを検出する方法がある。また抗体検査としてELISA法のほかに卵周囲沈降法が使われることもある。

## 治療
プラジカンテルは安全で効果的な駆虫薬である。また罹患率を下げるための予防的投薬にも使われている。しかしプラジカンテルで駆虫しても再感染を防ぐことはできないため、感染環を断つ目的では効果が薄い。耐性の出現について注意が必要である。

## 疫学
中間宿主として巻貝の存在が必要であるため、日本住血吸虫症の分布は地域に限局し、たとえば村落ごとに有病率に大きな差ができる傾向が強い。流れがゆっくりかほとんど止まっているような、小川、湖、水田が巻貝の生息適地である。中間宿主の体内では無性的に増殖するため、巻貝の制御は非常に重要な意味を持つ。これまでに環境改変と殺貝剤が採用されており、とくに日本においてはコンクリート護岸の導入や水田から果樹園への転換が大きな効果を上げた。
終宿主となる哺乳類のなかで、ウシやスイギュウは環境への虫卵放出数という観点から保虫宿主として大きな役割を果たしていると考えられている。とくに起伏の多い地域では、水田の耕起用にスイギュウが使役されていることが多い。他にヒツジ、ブタ、イヌなども保虫宿主となっている可能性がある。
有病率の推定にはKato-Katz法が使われていることが多いが、分子診断を併用した研究ではKato-Katz法と比べて明らかに高い有病率となることが普通であり、Kato-Katz法は過小評価になっていると考えられる。ほかにも、検査疲れなどのバイアスがかかり、過小評価になっていることを念頭に置く必要がある。

### 日本
その名の通り、日本にはかつて日本住血吸虫症が分布しており、千葉県の小櫃川下流、山梨県の甲府盆地、静岡県の富士川河口部、広島県福山市、福岡県・佐賀県の筑後川流域など数ヶ所の流行地が存在していた。1977年に最後の土着感染例が報告されたあと、1996年に終息宣言が出された。ただし中間宿主であるミヤイリガイは絶滅危惧であるものの存続している。日本で制圧プログラムが実施されていたのは、プラジカンテルの導入前であり、当時の駆虫薬スチブナールは副作用が強く十分な効果を上げなかった。中間宿主のコントロールと、経済発展に伴う環境変化が大きな役割を果たしたと考えられている。現在日本ではヒト・家畜ともに新規感染例は報告されていないが、かつて流行地外だと思われていた千葉県の利根川河川敷で飼育されていた乳牛から日本住血吸虫が検出されたケースがあり、野生動物で感染環が継続している可能性は排除されていない。

### 中国
中華人民共和国では、主に揚子江の中上流域に流行地がある。従来流行地であった12省級行政区のうち、2020年末時点では上海市、浙江省、福建省、広東省、広西チワン族自治区は制圧状態（伝播中断水準達成後5年以上新規感染例なし）を維持しており、四川省と江蘇省は伝播中断水準（5年継続新規感染例なしなど）、雲南省、湖北省、安徽省、江西省、湖南省は伝播制御水準（有病率1%未満など）にある。感染リスクに曝されている人口は合計7137万人となっている。
なお台湾においては日本住血吸虫の家畜症例が知られているが、ヒト症例は知られていない。台湾にはほかの地域の日本住血吸虫とは遺伝的に隔った集団が分布していることが判明しており、そのため宿主選好性が異なる（ヒトに感染しにくい）ことが考えられている。

### フィリピン
フィリピンで感染リスクに曝されている人口は計28州に1200万人いると見積もられている。このうち2015年時点で有病率が5%を越えるのは1州のみである（ただしKato-Katz法による過小評価が疑われている）。

### インドネシア
インドネシアでの流行地は中部スラウェシ州のLore Lindu国立公園周辺、標高1000m程度の高地に限られている。この地域での有病率はかつて非常に高かったが、1970年代以降に駆虫、殺貝剤の散布、飲料水の供給や公衆便所の整備などによる対策が始められ、有病率は2000年までに1%未満に抑えられた。しかしその後の調査では有病率や中間宿主および野生の保虫宿主の感染率が増加傾向にあり、これは予算と人員が整理されたことにより駆虫漏れが多くなっているためだと考えられている。また近隣における検査を実施したところ、2008年には新たな流行地が発見されている。ふたたび体制が整えられたことで、2019年にはいずれの調査地でも有病率を0.1%前後に抑えることができている。

### ミャンマー
最近になってミャンマーにも住血吸虫症の存在が確認されるようになり、少なくともメコン住血吸虫による流行地が報告されている。日本住血吸虫による流行地があるかは確認できていない。

## 歴史
近代医学による記述は20世紀初頭に初めて為されたが、中国湖南省の馬王堆で発掘された紀元前150年頃のミイラ化した遺体から日本住血吸虫の虫卵が発見されており、その歴史は非常に長いものと思われる。日本住血吸虫は1904年に日本で初めて発見され、中国では1905年、フィリピンでは1906年に、インドネシアでは1937年に報告されている。生活環が明らかにされたのは1909年のことである。日本では中間宿主の排除によって制圧が進められ、1978年を最後に土着例がなくなり、1996年に終息宣言がなされている。